# Hynobiidae
Famille
Synonymes
- Ellipsoglossidae Hallowell, 1856
- Protohynobiinae Fei & Ye, 2000

Les Hynobiidae sont une famille d'urodèles. Elle a été décrite par le zoologiste Edward Drinker Cope (1840-1897) en 1859.

## Répartition
Les espèces de ses dix genres se rencontrent en Russie, en Asie centrale, en Iran et en Asie de l'Est.

## Liste des genres
Selon Amphibian Species of the World (19 novembre 2016) :
- sous-famille Hynobiinae Cope, 1859
  - genre Afghanodon Dubois & Raffaëlli, 2012
  - genre Batrachuperus Boulenger, 1878
  - genre Hynobius Tschudi, 1838
  - genre Iranodon Dubois & Raffaëlli, 2012
  - genre Liua Zhao & Hu, 1983
  - genre Pachyhynobius Fei, Qu, & Wu, 1983
  - genre Pseudohynobius Fei & Yang, 1983
  - genre Ranodon Kessler, 1866
  - genre Salamandrella Dybowski, 1870
- sous-famille Onychodactylinae Dubois & Raffaëlli, 2012
  - genre Onychodactylus Tschudi, 1838

et les genres fossiles :
- †Iridotriton Evans, Lally, Chure, Elder & Maisano, 2005
- †Liaoxitriton Dong & Wang, 1998

## Publication originale
- Cope, 1859 : On the primary divisions of the Salamandridae, with descriptions of two new species. Proceedings of the Academy of Natural Sciences of Philadelphia, vol. 11, p. 122-128 (texte intégral).